# 蒙特祖马 (巴西)
蒙特祖马是巴西米纳斯吉拉斯州的一个市镇。总面积1133.739平方公里，2020年总人口8,315人，人口密度7.3人/平方公里。